# Hande Kader
Hande Kader (Şanlıurfa, 1993 – Istanbul, 12 agosto 2016) è stata un'attivista turca, transgender e politicamente attiva nella difesa dei diritti LGBT.

## Biografia
Kader era conosciuta in Turchia come uno dei personaggi visibili della comunità LGBT nel Paese, dopo essere stata fotografata mentre veniva colpita da un getto di idrante mentre resisteva alle forze dell'ordine turche durante il Pride di Istanbul nel 2015.

### Contesto
Nonostante le relazioni tra persone dello stesso sesso non siano illegali in Turchia, la comunità LGBT turca ha diverse difficoltà, causate innanzitutto dai principi di conservatorismo religioso. Un report di Human Rights Watch  informa che molte persone appartenenti alla comunità LGBT che vivono in Turchia hanno paura e si trovano di fronte a atti di discriminazione, violenza e scontro con le forze dell'ordine.
La manifestazione del Pride del 2016 di Istanbul è stata oggetto di minaccia di diversi gruppi estremisti. Il governo conservatore di Erdogan ha proibito la manifestazione <<all'ultimo minuto>>, invece di proteggere i partecipanti.
L'omicidio di Hande Kader avvenne in uno dei giorni successivi a quello di un rifugiato siriano omosessuale, decapitato a pochi chilometri dal luogo di ritrovamento del corpo senza vita di Hande Kader.

## Militanza
Hande Kader era nota per essersi scontrata con la polizia durante la sua partecipazione al Pride di Istanbul del 2015, dopo che il governo aveva proibito la manifestazione "a causa del Ramadan".
Per il suo attivismo, Hande Kader è stata descritta come "un'icona" del Pride.
Il suo coinquilino ha dichiarato ai media che Hande Kader partecipava a tutti Pride, in quanto convinta dell'importanza della manifestazione. Era stata particolarmente colpita dal tema degli omicidi delle persone transgender, essendo stata essa stessa, come tante persone transgender turche, vittime di violenza fisica transofobica prima del suo omicidio.

## Femminicidio
Nell'agosto del 2016, il suo coinquilino Davut Dengiler denunciò la scomparsa, avvenuta da una settimana, di Hande Kader. Il suo corpo fu trovato mutilato e carbonizzato, sul ciglio di una strada di Istanbul il 12 agosto del 2016. 
Kader lavorava come prostituta e fu vista l'ultima volta nell'auto di un cliente. Nel momento della sua morte aveva 23 anni. La causa ufficiale del decesso non è ancora nota, ma esiste una pista investigativa secondo la quale il corpo di Hande Kader fu bruciato per evitare l'identificazione dell'assassino o degli assassini.
Dopo la sua morte, ci fu un'indignazione popolare di proteste contro le violenze verso le persone transgender nella società turca.

## TDoR e commemorazione
In occasione del Transgender Day of Remembrance del 20 novembre 2016 tante commemorazioni sono state dedicate a livello mondiale a Hande Kader.
In Italia, in particolare, si ricorda la Trans Freedom March del 19 novembre di Torino e la commemorazione presso la Gay Street a Roma.